# Álvaro Reynoso
Álvaro Reynoso Valdés (Alquízar, La Habana, Cuba, 4 de noviembre de 1829 - La Habana, Cuba, 11 de agosto de 1888), fue un destacado científico cubano del siglo XIX. 
Debido a sus valiosas investigaciones químicas, fisiológicas, agronómicas y tecnológico -industriales, es considerado el “Padre de la Agricultura Científica en Cuba”. 
Políticamente, estuvo vinculado a los sectores reformistas cubanos, que se oponían tanto al independentismo cubano, como al anexionismo, que pretendía anexar Cuba a Estados Unidos. 

## Biografía
Álvaro Reynoso Valdés nació en una familia acomodada, en Alquízar, Antigua provincia de La Habana, el 4 de noviembre de 1829.
Tanto su padre, como su tío abuelo, profesaban un interés especial por las ciencias botánicas y la agronomía, si bien no eran profesionales de la materia. 
En 1856, Reynoso recibió su Doctorado en Ciencias en París, Francia. Como parte de su interés por la química fisiológica, realizó una interesante investigación sobre la diabetes mellitus.
Inclinado hacia la química y la botánica, abandonó sus estudios en medicina para dedicarse a dichas ciencias. 
Estrechamente vinculado al Conde de Pozos Dulces y a José Antonio Saco, Reynoso se vinculó al movimiento político del Reformismo, que pretendía mejorar la situación económico-social de Cuba mediante importantes reformas en el sistema colonial español de la isla. 
Relacionado con dicha corriente política, Reynoso dedicó la mayor parte de su vida a desarrollar la agricultura científica en Cuba, sobre todo la relacionada con la caña de azúcar y el café. 
Durante su presencia en Madrid, España, se interesó por la cría artificial de peces en agua dulce. Sacrificando su fortuna personal, Reynoso se financió sus propias investigaciones, recibiendo además la protección de benefactores adinerados. 
Pretendiendo diversificar la agricultura en Cuba, Reynoso se dedicó al estudio del cultivo de la caña de azúcar, que por entonces era el monocultivo del país. Igualmente, debido a sus ideas abolicionistas, Reynoso pretendía que dicha mejora provocara la abolición gradual de la esclavitud en el país. 
Miembro a partir de la década de 1860 de la Academia de Ciencias de Cuba y de la Sociedad Económica de Amigos del País, Reynoso publicó varios trabajos de interés científico, de los cuales el más destacado es “Ensayo sobre el cultivo de la caña de azúcar”, de 1862. 
Entre 1864 y 1883, Reynoso residió en París, Francia, donde llevó a cabo varios experimentos agroquímicos. Tras el fracaso de uno de ellos, que pretendía crear azúcar en frío, mediante la congelación del jugo de caña, Reynoso decidió retornar a Cuba. 
Políticamente ambiguo, se desconoce cuál fue la vinculación real de Álvaro Reynoso con Carlos Manuel de Céspedes y con los demás patricios cubanos que dieron inicio a la Guerra de los Diez Años (1868-1878), primera guerra por la independencia de Cuba. 
Reynoso pasó los últimos cinco años de su vida su casa de El Cerro, en La Habana, colaborando con publicaciones científicas e intentando infructuosamente crear diversas instituciones agrícolas. 
El Dr. Álvaro Reynoso Valdés falleció en la capital cubana, el 11 de agosto de 1888, con 58 años de edad. Hoy es considerado uno de los precursores fundamentales de las ciencias en Cuba.